# عبد الفتاح بوستة
عبد الفتاح بوستة (بالفرنسية:Abdelfattah Boussetta) هو نحّات وفنان تشكيلي تونسي شارك في العديد من العروض الفنية الدولية، قام بالعديد من المعالم الوطنية في تونس بما في ذلك نصب القصبة الوطني بتونس العاصمة.

## سيرة
ولد  في 25 يناير 1947 في مدينة قصر هلال، درس التعليم  الابتدائي والثانوي  في قصر هلال، تخرج من كلية الفنون الجميلة بتونس عام 1971، ثم أكمل  دراسات عليا في أكاديمية الفنون الجميلة بكرارا في مدينة كرارا بإيطاليا (عاصمة العالم للرخام)، وقد تحصل على  دبلوم النحت مع مرتبة الشرف عام 1976.

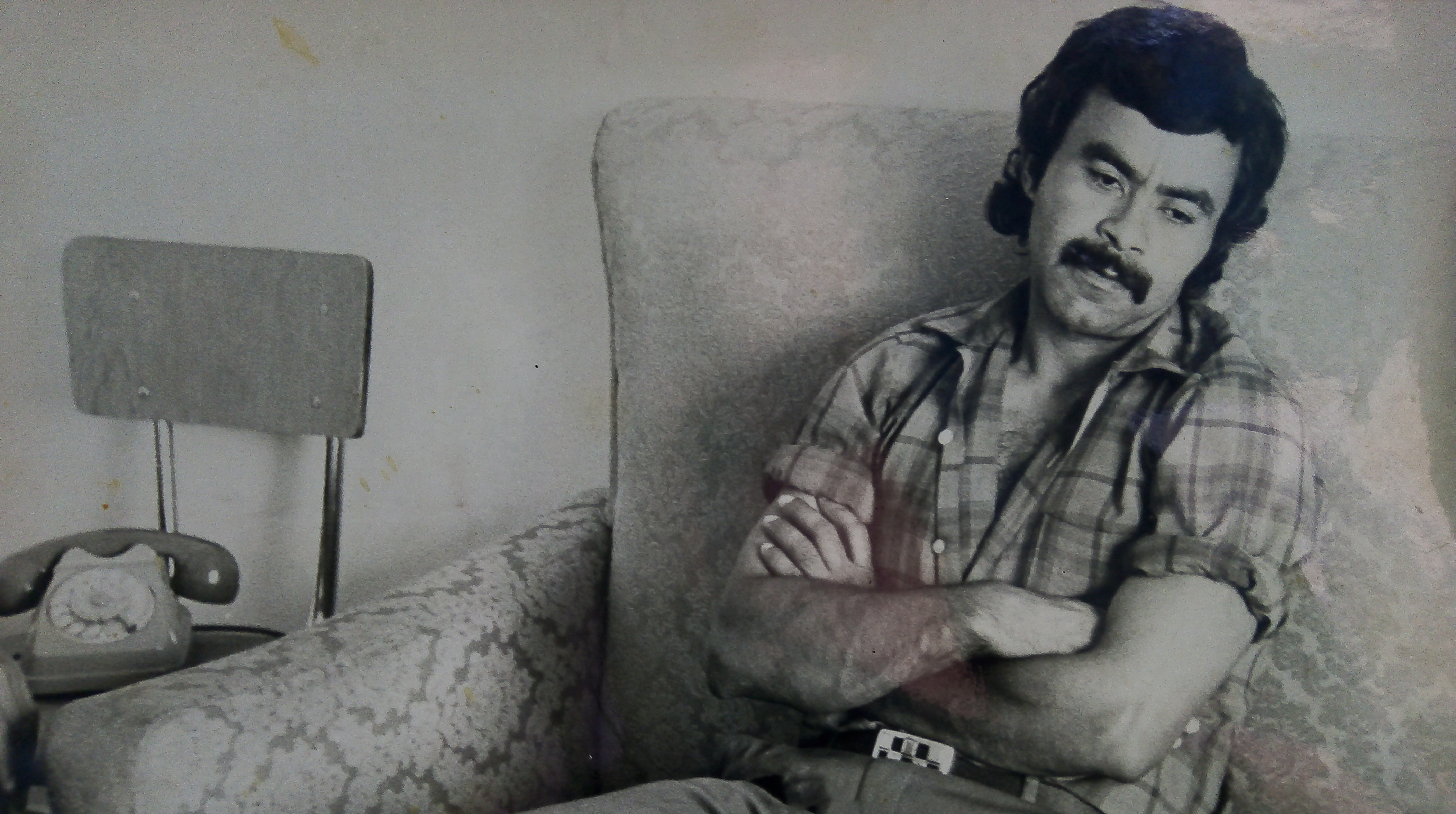
الفنان عبد الفتاح بوستة عام 1973 كرارا، إيطالية

مثل كلية الفنون الجميلة بتونس وأكاديمية كارارا في معرض باري الدولي الذي افتتح من قبل رئيس الوزراء الإيطالي السيد ألدو مورو.
من أهم أعماله مجسم أبي القاسم الشابي والمعلم الوطني في ساحة  القصبة  بتونس العاصمة،  كما قام  بإنجاز أعمال وطنية أخرى في العديد من الولايات التونسية، تشارك مع العديد من الفنانين التونسيين مثل الفنان زبير التركي.

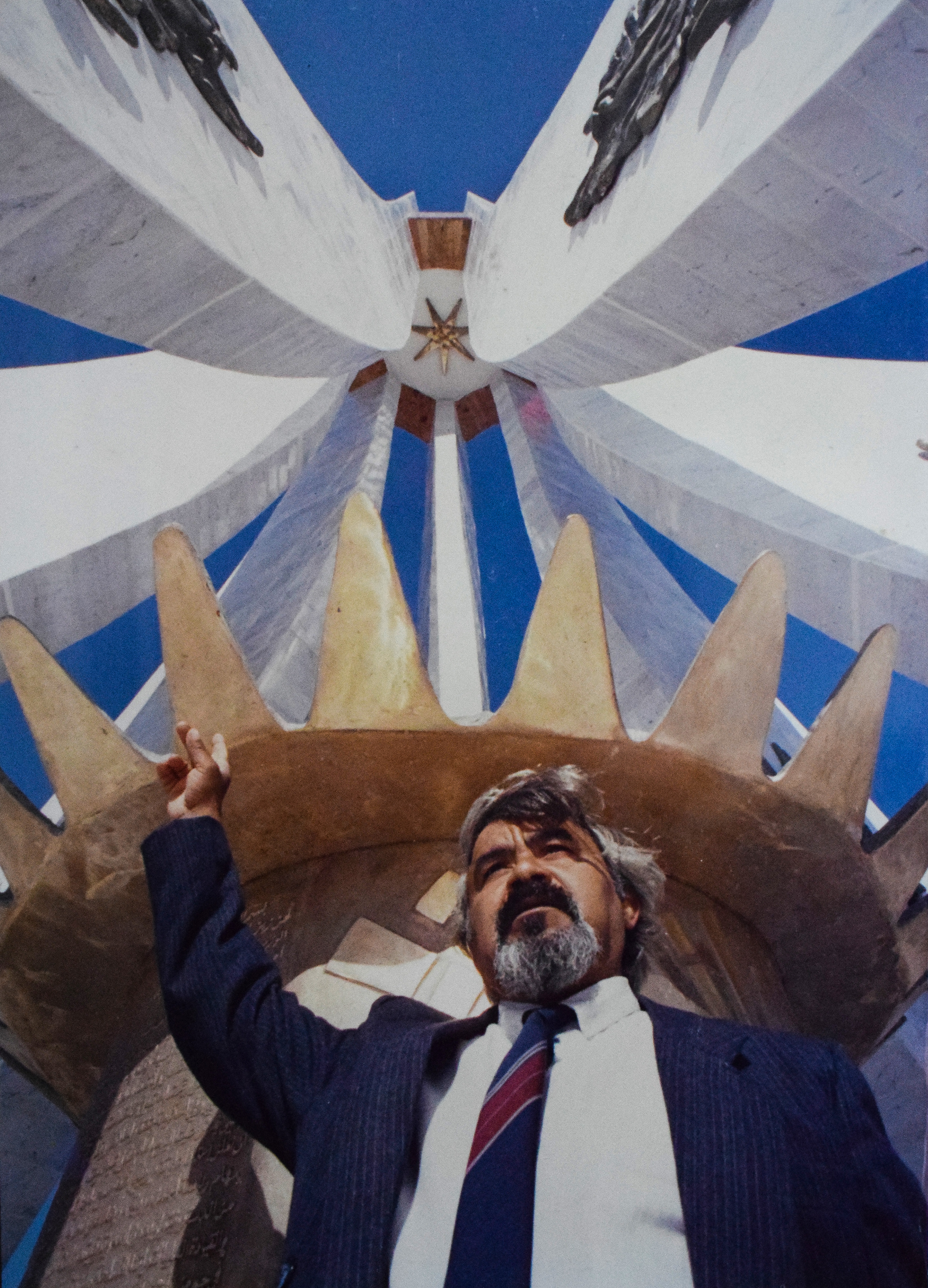
الفنان عبد الفتاح بوستة عام 1989،المعلم الوطني بساحة القصبة بتونس العاصمة.

تحصل على وسام الإستحقاق الثقافي (الصنف الثالث) في عام 1991.
كان المشرف على الديكور المسرحي في فرقة المسرح ببلدية تونس (بالفرنسية:Troupe Municipal de Théâtre de Tunis) في المسرح البلدي بتونس العاصمة في فترة السبعينات.
كان عضوا مشاركا بارزا في كرنفال أوسو بسوسة منذ فترة الثمانينات حتى عام 2010.
كما يعتبر الفنان عبد الفتاح بوستة من أهم رواد الفن التشكيلي  في تونس وقد عرف بأسلوبه الخاص المتميز وخروجه عن الطرائق الكلاسيكية، وقد قام بالعديد من المعارض في الفن التشكيلي منذ فترة التسعينات.
- لمحة عن بعض الأعمال للفنان التشكيلي عبد الفتاح بوستة (الفن التشكيلي).

## أعماله
- 1983: جدار المنحوتات (جدارية) شهداء عام 1952، في الحمامات (وسط المدينة).
- 1989: المعلم الوطني بساحة القصبة في ساحة  القصبة بتونس العاصمة. [3]
- 1993: نصب تذكاري عند مدخل بلدة سليانة (الزراعة: Epi de Blé).
- 1993: نصب القصرين، الرمز الإقليمي «صناعة الحلفة».
- 1995: جدارية: وسط مدينة قصر هلال (الحرف اليدوية والتقليدية).
- 1995: نصب أولاد الشامخ، المهدية (رمز الحرية).
- 1996: نصب فني تقليدي عند مدخل المكنين.
- 1997: النصب التذكاري (رمز لصناعة النسيج) «حمامة» في قصر هلال.
- 1999: النصب التذكاري لشهداء 5 سبتمبر 1934، في المكنين.
- 2000: نصب لمطة (التكوين التاريخي).
- 2003: نصب بومرداس (الزيتون), والسرادق الروماني.
- مدخل حديقة المنتزه النحلي.
- مدخل «الفلاز» بالمنستير (الخط الفني).
- «معبد المياه» زغوان (الخط الفني).

صور لبعض الأعمال للفنان النحات عبد الفتاح بوستة (نصب تذكارية و منحوتات).
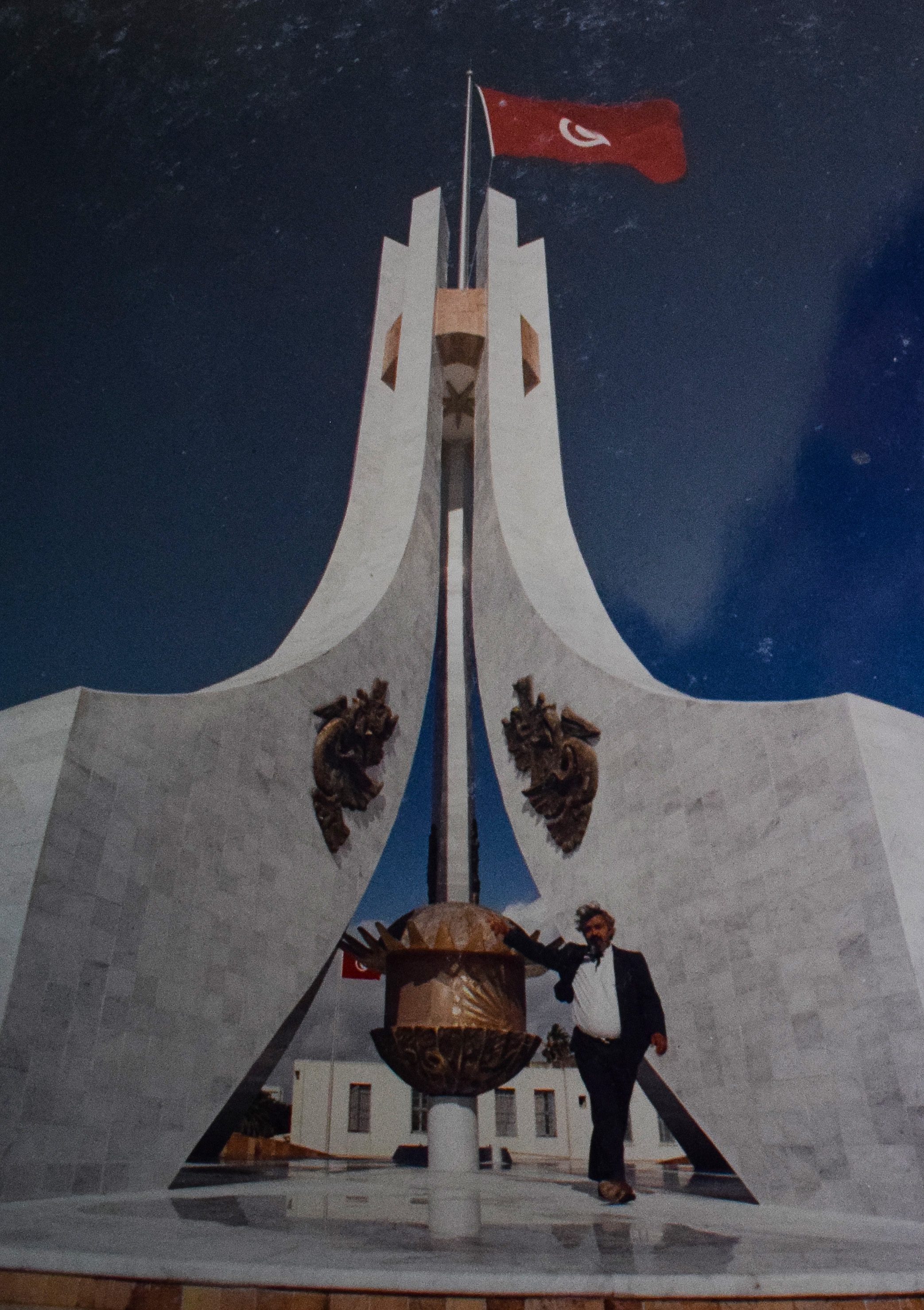
المعلم الوطني بساحة القصبة في ساحة  القصبة بتونس العاصمة
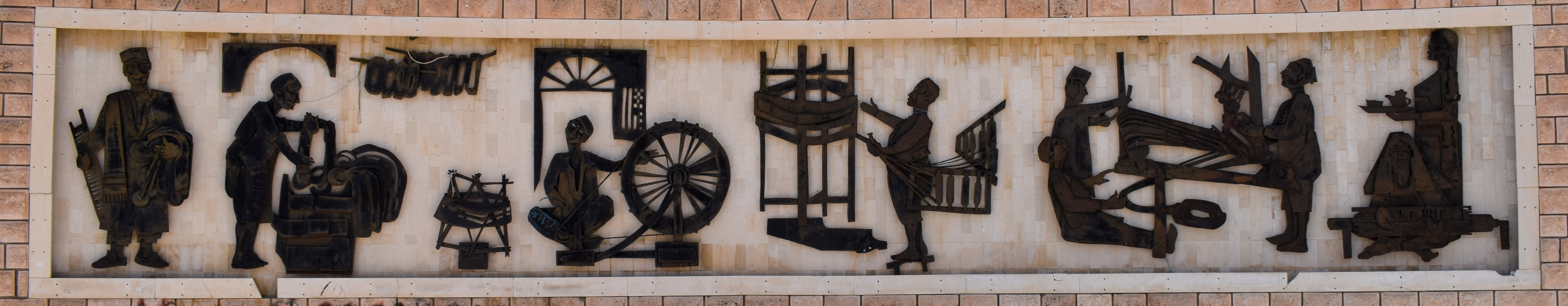
جدارية: وسط مدينة قصر هلال (الحرف اليدوية و التقليدية).
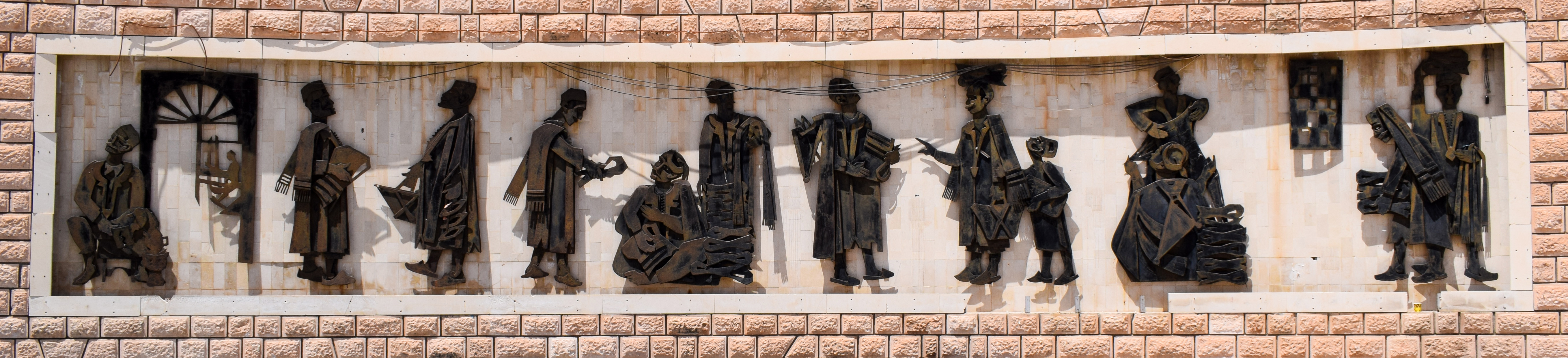
جدارية: وسط مدينة قصر هلال (الحرف اليدوية و التقليدية).
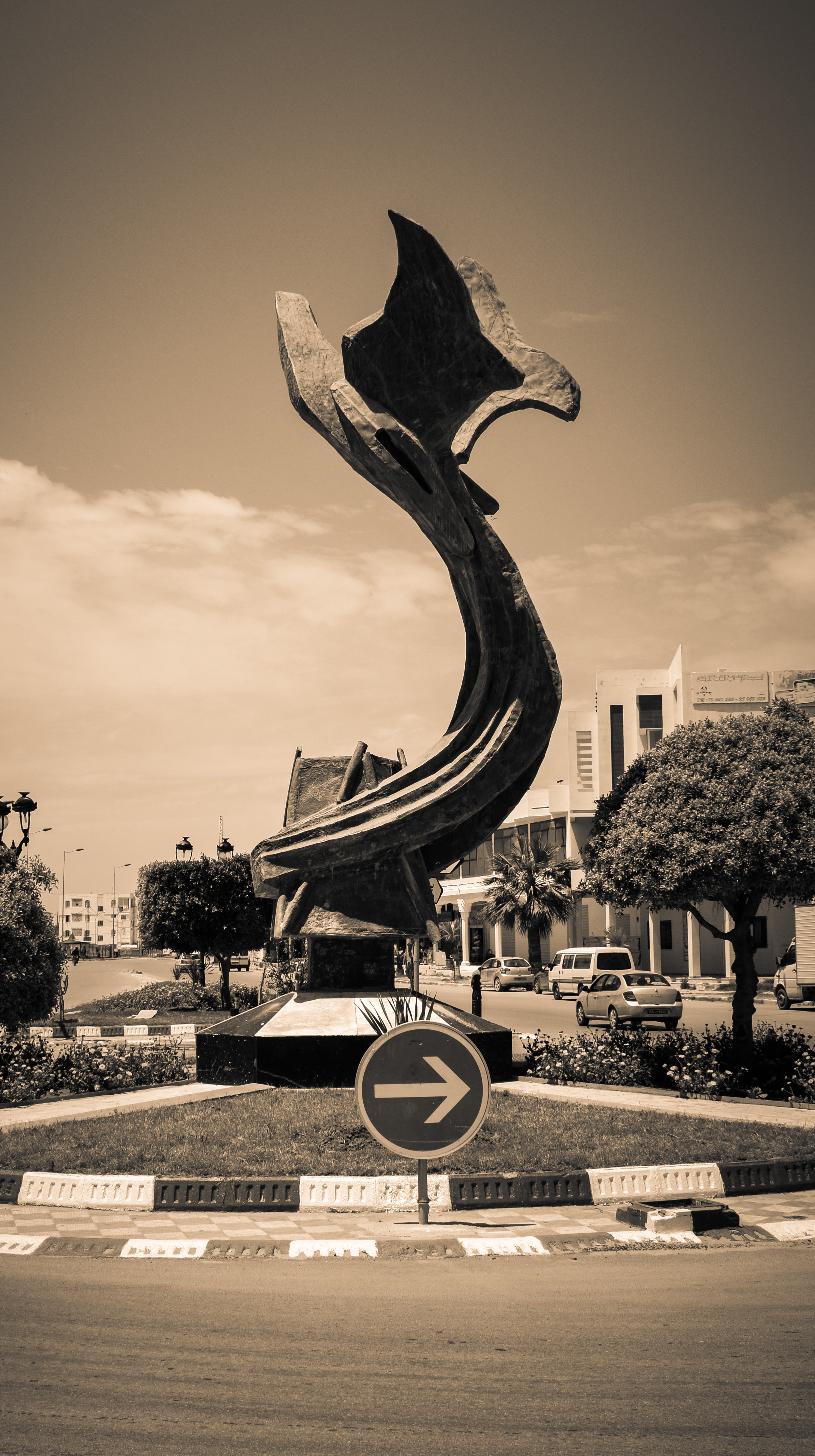
النصب التذكاري (رمز لصناعة النسيج) "همامة" في قصر هلال.
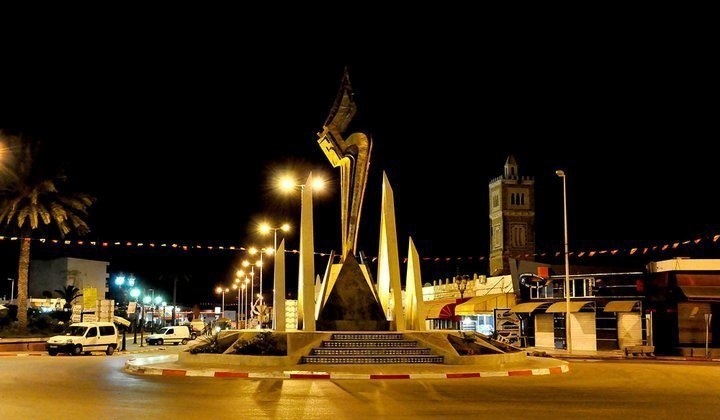
النصب التذكاري لشهداء 5 سبتمبر 1934 ، في المكنين.

كما قام الفنان عبد الفتاح بوستة بالعديد من الأعمال النحتية التي لم يتم ذكرها وغيرها من الأعمال في الفن التشكيلي.

## وصلات خارجية
- (بالفرنسية)«(Abdelfattah Boussetta (sculpteur»
- قدم النحات عبد الفتاح بوستة مداخلة
- تكريم المبدع التونسي عبد الفتاح بوستة نسخة محفوظة 14 ديسمبر 2019 على موقع واي باك مشين.
- مسابقة فاز فيها النحات عبد الفتاح بوستة (معلم ساحة القصبة)
- الدورة التي تحتفي بالفنّان التونسي عبد الفتاح بوستة
- عبد الفتاح بوستة، فنان تشكيلي ونحّات من أهم أعامله مجسم أبي القاسم الشابي ونصب القصبة بتونس العاصمة